# Il regno del terrore
Il regno del terrore (Reign of Terror) è un film del 1949 diretto da Anthony Mann.
È un thriller statunitense a sfondo storico con Robert Cummings e Richard Basehart. Il film è ambientato nella Francia del 1794, durante le fasi finali del Regime del Terrore, pur prendendosi alcune libertà dal punto di vista storico, come l'inserimento del protagonista, il fittizio rivoluzionario Charles D'Aubigny.

## Produzione
Il budget del film fu di circa 771.000 dollari. Per realizzare un film storico con un budget così ridotto, Wagner e Mann scelsero prevalentemente attori provenienti dal teatro piuttosto che divi del cinema, ed utilizzarono gli stessi set di Giovanna d'Arco di Victor Fleming, girato l'anno prima.
Le riprese si tennero dalla metà di agosto ai primi di ottobre del 1948, sotto il titolo di lavorazione di The Black Book. Fu girato nella Foresta di Sherwood e nel distretto losangelino di Chatsworth.

## Distribuzione
La première del film si tenne a New Orleans il 16 giugno 1949. Fu distribuito nelle sale cinematografiche statunitensi nell'estate del 1949 dalla Eagle-Lion Films, sotto il titolo di Reign of Terror. Tuttavia, quando uscì a New York il 15 ottobre dello stesso anno, il film venne reintitolato definitivamente The Black Book.

## Accoglienza

### Incassi
Il film incassò solamente 692.000 dollari, meno del suo costo di produzione.

### Critica
Secondo il Morandini il film è un "dramma storico condotto come un thriller" che può vantare un interessante raffronto tra la situazione dell'epoca e l'ambiente dei gangster contemporaneo oltre ad un'ottima ambientazione e ad una lodevole scenografia.